# Łukasz Kaliński
Łukasz Kaliński herbu Topór (ur. 1578, zm. 15 maja 1633 roku) – tytularny biskup Nicopolis ad Iaterum w 1626 roku, biskup pomocniczy lwowski w 1626 roku, kustosz kapituły katedralnej lwowskiej w latach 1617–1625, dziekan lwowskiej kapituły katedralnej w 1627 roku.